# Franco Ballerini Day
O Franco Ballerini Day é uma competição ciclista de um dia italiana que se disputa em Cantagrillo (região de Toscana). Toma o seu nome do exciclista Franco Ballerini falecido a 7 de fevereiro de 2010 enquanto disputava um rally.
A sua primeira edição disputou-se no mesmo ano da morte de Ballerini. A sua segunda edição ascendeu ao profissionalismo integrando-se no UCI Europe Tour, dentro da categoria 1.1 mas finalmente não se disputou, esta se ia disputar no primeiro sábado de junho. Em 2012 voltou a aparecer em dito calendário internacional profissional no quarto sábado de setembro mas também não disputou-se.

## Palmarés
Em laranja: edição amistosa de exibição não oficial (critérium).
| Ano  | Ganhador          | Segundo | Terceiro |
| ---- | ----------------- | ------- | -------- |
| 2010 | Franco Pellizotti | ?       | ?        |

## Palmarés por países
| País   | Vitórias |
| ------ | -------- |
| Itália | 1        |